# IC 4144
IC 4144 — галактика типу Sb (компактна витягнута галактика) у сузір'ї Гончі Пси.
Цей об'єкт міститься в оригінальній редакції індексного каталогу.